# The First Countess of Wessex
The First Countess of Wessex is een kort verhaal uit 1889 van de Engelse schrijver Thomas Hardy. 
Publicatiegeschiedenis en illustraties

Het werd voor het eerst, in een gekuiste versie, gepubliceerd in Harper's New Monthly Magazine in december 1889, met een titelvignet en drie illustraties van de hand van Alfred Parsons, aangevuld met vier illustraties van C.S. Reinhart. De eerste tekende vooral de in het verhaal genoemde gebouwen of delen daarvan, de laatstgenoemde vervaardigde tekeningen van scènes uit het verhaal.
De vertelling werd opgenomen in de verhalenbundel A Group of Noble Dames, die in 1891 werd uitgebracht. Deze bundel wordt gepresenteerd als een raamvertelling, waarin leden van een club om de beurt een verhaal ten beste geven. Het onderhavige verhaal is het eerste in een serie van tien en wordt in de mond gelegd van 'de plaatselijke historicus'. 
Het gaat in de bundel uit 1891 om de ongekuiste versie. Het is echter onbekend of dit het oorspronkelijke complete manuscript was dat op verzoek werd gekuist of dat Hardy het herschreef ten behoeve van opname in de bundel.
Locaties

De gebeurtenissen spelen zich voornamelijk af in twee landhuizen. Het imposante King's Hintock Court, dat staat voor Melbury House in Dorset,< is het onderkomen van het echtpaar Dornell, maar in feite het bezit van de vrouw. Deze locatie komt ook voor in andere verhalen van Hardy, en dan met name het nabijgelegen dorp King's Hintock (Melbury Osmond). Het andere huis is Falls Park, in werkelijkheid Mells Park in Somerset, het huis van de echtgenoot dat hij altijd heeft aangehouden en waar hij vaak verblijft vanwege terugkerende onenigheid tussen de echtelieden.

## Het verhaal
Betty is de bijna dertienjarige dochter van Squire Dornell en diens echtgenote Sue. Er bestaat hevige onenigheid tussen de twee over de toekomst van hun dochter. De berekenende vrouw wil het meisje uithuwelijken aan een dertiger van wie zij vermoedt dat die een grote toekomst en een adellijke titel in het vooruitzicht heeft. Haar man, die wat losser en eenvoudiger is in zijn opstelling, heeft echter een andere kandidaat op het oog, die slechts enkele jaren ouder is dan zij en een zoon is van een overleden vriend. De ruzies, waarvan Betty vaak oorgetuige is, lopen hoog op, reden waarom Dornell steeds meer tijd doorbrengt in zijn eigen huis.
Tijdens een van deze gelegenheden reist de vrouw met haar dochter naar Londen, waar een kennelijk door haar gearrangeerd huwelijk plaatsvindt tussen Stephen Reynard en Betty, onder voorwaarde dat hij het meisje met rust zal laten tot zij 18 jaar oud is. Dornell, die hier geheel buiten is gehouden, is des duivels, maar kan er weinig tegen doen, al tasten de gebeurtenissen wel zijn gezondheid aan. Tot Betty zelf dringt nauwelijks door wat er is gebeurd. Zij wordt naar school gestuurd voor een periode van vier jaar. In die periode leven de echtelieden grotendeels gescheiden, al doet de vrouw haar best om haar man tot bedaren te brengen.
De jaren verstrijken en Betty keert terug naar huis als zij 17 is. Tijdens een van zijn bezoeken neemt Dornell de door hem verkozen jongeman Charles Phelipson mee en fluistert zijn dochter, die zijn oogappel is, in dat zij voor de grap net moet doen alsof ze in deze jongen is geïnteresseerd, dit om zijn vrouw dwars te zitten. Betty gaat hierin mee, niet zozeer vanwege de grap, maar omdat zij zich werkelijk tot Charles voelt aangetrokken. Er ontstaat gaandeweg een nauwere relatie tussen de twee, wat ten slotte ook door de moeder wordt ontdekt. Duidelijk is dat Betty niet echt zit te wachten op de terugkeer van haar veel oudere echtgenoot en, mede met behulp van haar vader, wordt diens terugkeer, ondanks het aandringen van Reynard, keer op keer uitgesteld: de leeftijd van 18 was de afspraak. Niettemin kondigt hij zijn komst aan. Betty, die geen zin heeft in Reynard, sluit zichzelf op om hem niet te hoeven ontmoeten en gaat zelfs zover dat ze tijdens een kort uitje met haar moeder zich in een impuls door een zieke vriendin laat besmetten met de waterpokken, alles om haar man op afstand te houden. Uiteindelijk laat zij zich op een avond schaken door Phelipson en het paar gaat ervandoor. Charles schrikt echter terug als zij hem opbiecht over de pokken. Hij wil haar daarom niet kussen en besluit haar terug naar huis te brengen, waar zij de inmiddels gearriveerde Reynard aantreft. Haar beide ouders zijn op dat moment op Falls Park, waar de vader ernstig ziek is. Zij daagt hem uit haar wel te kussen, wat hij zonder reserves doet, waarna hij vertrekt. Reynard is inmiddels door de koning geëerd met de titel van baron, in de verwachting dat dit binnen niet al te lange tijd zal leiden tot een bevordering tot graaf van Wessex.
Als de doodzieke Dornell het bericht ontvangt van de schaking is hij dolgelukkig met zijn overwinning, krijgt een korte opleving, maar overlijdt voor de ochtend aanbreekt. De door berouw geplaagde Sue, die nu wel inziet wat een goede man zij eigenlijk had, doet van alles om zijn nagedachtenis te eren en dringt zelfs aan op uitstel van de ultieme ontmoeting tussen Betty en Reynard. De geduldige Reynard stemt in alles toe en moeder en dochter houden zich bezig met goede werken in hun omgeving. Als de twee vrouwen op een ochtend in de tuin aan het werk zijn, merkt de moeder een bijzonderheid op in het figuur van haar dochter. Bij navraag biecht Betty  op dat zij Stephen Reynard in de afgelopen tijd regelmatig heeft bezocht. Gezien de omstandigheden vraagt Sue aan Reynard om zo spoedig mogelijk terug te keren...
Het blijkt uiteindelijk een zeer gelukkig huwelijk, gezegend met vele kinderen, en zij werd, zoals al eerder door hem voorzegd, de eerste gravin van Wessex.